# 황혼의 검객
"황혼의 검객"은 1967년 공개된 대한민국의 영화이다.

## 배역
- 남궁원
- 윤정희
- 허장강
- 김희갑
- 박암
- 김성옥
- 최성호
- 한은진
- 전옥
- 박지현
- 김민자
- 안인숙
- 이지연
- 이업동
- 김기범
- 임해림
- 윤일주
- 최준
- 최일
- 이예성
- 주일몽
- 최창호
- 황건
- 박광진
- 조향민
- 마도식
- 임생출
- 추봉
- 지방열